# レイセン
『レイセン』は、林トモアキによる日本のライトノベル。林トモアキの小説『戦闘城塞マスラヲ』の続編にあたり、前作に続き、イラストは上田夢人が担当している。角川スニーカー文庫（角川書店）より2010年2月から2015年3月まで刊行された。
「天界クロニクル」の一作で、ストーリー上の時系列順に、『ばいおれんす☆まじかる!』、『お・り・が・み』、『戦闘城塞マスラヲ』、『レイセン』、『ヒマワリ：unUtopial World』、『ミスマルカ興国物語』は、世界観を共有している。本作は『戦闘城塞マスラヲ』の後日談にあたる。2016年7月時点で「天界クロニクル」シリーズの累計部数は160万部を突破している。
単行本1巻のあとがきにおいて、戦闘城塞マスラヲ終了後、同作のアニメ化が企画され、しかし作者とアニメ製作側との間で折り合いがつかず、結局話は流れていたことが語られた。作者曰く「ゴネた」理由の一例として、アニメ製作側の「ストーリーの尺が合わないため、魔殺商会のメンバーを登場させない」という提案があげられている。

## 登場人物

### 宮内庁神霊班
川村 英雄（かわむら ヒデオ）
本作の主人公。致命的なまでの目つきの悪さから「魔眼王」とまで呼ばれた元ヒキコモリの青年。20歳。
聖魔杯後は社会復帰を選択し、就職活動を再開するがネックである目付きの悪さが全く改善されていないため10社連続で不採用となり、鈴蘭たちの口利きで宮内庁神霊班へと採用されるが、当然その手の特殊技能などあるはずも無く初日で誤解が解けるかと思いきや、ノアレの画策で今度は召喚師という肩書きを課せられてしまう。
ウィル子との出会いから多少は前向きになり、回りの非常識な行動にツッコミを入れたり、睡蓮と怒鳴り合いができる程度には性格が改善され、冷めきっていた前作に比べて感情豊かになっているが、精神性は未だヒキコモリのままでリア中へは容赦ない。
目つきの悪さからくる物騒な雰囲気と感情が表に出にくい性質から、何もしなくても本人の意思とは無関係に実力者だと勝手に勘違いされる。大会で培った状況分析力と直観力を合わせ鉄火場を言葉だけで乗り越える術を持ちつつある。しかし本人の認識としては「嘘と偶然の逃げ」でしかないため、それを誇ろうとはせず自分は無力と信じて疑わない。
精霊や召喚術関連の界隈などからは暗黒神との契約が知れ渡り史上最強の召喚師として認知されている。
貴瀬から中古のユーノスコスモを百万円分のレンタルという形で貰っている。
闇理 ノアレ（あんり ノアレ）
妖艶な雰囲気を持つ見た目小学生のゴスロリ少女。その正体は聖魔杯にてヒデオが退けた最古にして最強の神「眠り続けるもの（ロソ・ノアレ）」の端末でありヒデオが四苦八苦するサマを間近で観るための存在。ヒデオに取り憑いているため一方的に彼の思考を読みテレパシーで会話する事も出来る。
自称ヒデオの守護精霊だが闇属性だけあって「人がもがき苦しむ様」が大好物の性格破綻逆噴射娘。そのためピンチになっても助けてくれず、逆にヒデオを窮地に立たすことに余念がない。小学生の外見も「ヒデオが幼女趣味」と誤解されて彼が困るのを見たかったため。ただし本人に言わせると「闇」なだけであって「極悪」ではないらしく、たまに気遣うこともある。
本体がヒデオと交わした口約束のような契約があるのでヒデオの命令も聞くには聞くが「闇」の望みが「無力なヒデオが勝率0%から奇跡の一発逆転をするところを見る」ことなので、それを実行するかは彼女の気分次第。悪霊を食らい人間を隔離世に移動させる事ができる。しかし、あくまでも観測のための存在なので闇理ノアレとして設定された上限以上の力を行使するためにはヒデオの許可が不可欠であり（自身に危機が迫った場合でも同様）、素の状態ではアウターには歯が立たない。
千景には「ヒデオの欲望と願望がそのまま具現化したゴスロリの妖精」と名乗る。
苦手なものは酩酊したヒデオで、この状態のヒデオからは、超神ヒキ・コ、極神ニートス、絶神パジャマーンの変形合体したヒキニパ神と呼ばれる。
名護屋河 睡蓮（なごやかわ すいれん）
神殺し四家・本流の名護屋河家第四十四代目当代にして初代聖魔王・名護屋河鈴蘭の妹。京都育ちの20歳。
『お・り・が・み』時代から変わらず巫女装束がデフォルトで可愛いのにヒデオと大して変わらない目つきだがこれは気構えによるもので意外と気にしている。
冷厳に見えて喜怒哀楽が激しく短気で負けず嫌いで極端な方向音痴。しかし佇まいに気品があるので洋服を着せるとまるでいいトコのお嬢様。
初日の手合わせによってヒデオの実力は見抜いているが本領には気づいていないため「目付きが悪いだけの凡人」と思っており指導役としてキツく接しているが、長所や短所は公正に評価している。
多少は現代常識に馴染んだもののいまだに古風で横文字や機械が苦手でらくらくフォンを使っている。シシルの現代常識講座でそれらの欠点を克服、スマホを使いこなし外国語をカタカナ発音出来るようになった。
5年も俗世に身を置いたためか恋愛に興味を持ち始めたりしている。「鈴蘭の妹」か「名護屋河の当代」としか見られないことを不満に思っており、他人に心を開かないが似たような立場のヒデオとはたまに気が合う。
長谷部 翔香（はせべ しょうか）
黒髪長髪にパンツスーツがトレードマークの神霊班副長。
神殺し四家・豪剣の長谷部家の当代にして二代目聖魔王である元勇者・長谷部翔希の実姉。だが弟とは正反対のズボラでいい加減な性格。しかし名護屋河姉妹からは「カッコイイ」といわれる。戦闘能力は高いが霊能力はなく霊を払うことはできず、仕事より競馬にせいを出しているが言っても聞いてもらえないので那田も諦めている。
美人であるにも関わらず全く浮いた話がなく年齢イコール彼氏いない暦だが、婚期を逃す前に相手を見つけられなかったら伊織家に嫁ぐ予定であり、すでにみーこの了承済み。普段は郵便局員なため非常勤。
愛車はかなり以前から愛用しているミニカダンガン。同乗者からは不評を買うことが多い。
ほむら鬼（ほむらおに）
滝のような乱れ髪に着流しの鬼のアウター。黄泉の国の雷神で本名は「炎雷（ほのいかづち）」。五年前に睡蓮に調伏されて以来式神となり、伊織家地下迷宮から神霊班宿直室に引っ越している。パワーだけならアウターの中で最強。
ヒデオのことは「ぼうず」と呼んでいたが「闇」そのものを見たヒデオの眼力で一目置くようになり名前で呼ぶようになる。
普段は睡蓮にアゴで使われているが下克上を狙っている。
那田 蒼一郎（なた そういちろう）
燻し銀のような渋さを持つオールバックが似合う神霊班局長。既婚者。
ノアレのデマを真に受けてヒデオを「能ある鷹」と評している。
うさ耳が好き。切れ者だが部下を危険な目にあわせて自分はウサギ屋に行くなど無責任なところがある。
愛車は日産・レパード
七瀬 葉多恵（ななせ はたえ）
着物姿の非常勤職員。飄々とした雰囲気で茶目っ気も見せるが、神霊班の職員を薬を使って下僕に仕立てようとするなど腹黒い面も除かせる。
その正体は赤屋の人喰い土蜘蛛こと二十重蜘蛛で、過去に悪行の限りを尽くしたため護法童子に仏罰を下され鬼しか喰えない身体にされてしまう。日本の鬼が全滅してしまい食い意地に駆られて今度は吸血「鬼」狩りしていたところ、5年前に吸血鬼事件の調査に来た翔香達を騙して呪いを解こうとしたが、返り討ちにあう。なんとか護法童子のフォローで堕とされることはまぬがれ、それ以来広く人の世の役に立つようにと翔香に預けられている。那田からアパートの管理人を任されている。
ミスマルカ興国物語にも登場している。
加賀 世見子（かが よみこ）
セミロングのおとなしげな女性。祖母が霊媒師だったためかちょったした千里眼体質でダウジングが得意。地方に出向していたが、霊の増加による戦力増強のため呼び戻される。
大谷内 繁（おおやうち しげる）
五分刈りの茶髪にヒゲの青年。九州にある密教系の寺の出身。お調子者のムードメーカー。地方に出向していたが、霊の増加による戦力増強のため呼び戻される。
森 里八（もり さとや）
キリスト教関連を担当する職員。改造カソックコートを愛用している男性。身長2メートル以上の長身で短剣を使う接近戦のスペシャリスト。傭兵部隊に所属していた経歴があり神霊班では睡蓮、翔香と共に戦闘を担当する。
傭兵時代に部隊の仲間を傀儡にして自分に殺させた吸血鬼ブラティロットを倒すためヨーロッパの対魔組織クルースニクに入り吸血鬼ハンターとなる。5年前に翔香と共に敵討ちを果たすことに成功する。その後はクルースニクにいる理由がなくなり那田の推薦もあって出向という形で神霊班に所属している。地方に出向していたが、霊の増加による戦力増強のため呼び戻される。

### 警察庁心霊班
北大路 美奈子（きたおおじ みなこ）
聖魔杯でヒデオと共に戦った警察官。正義感が強いが思いこみが激しく冤罪容疑を連発する。実は警察庁次長の娘で階級は巡査。大会参加と監禁による二ヶ月の無断休職から娘を心配する父親のお節介で会計課から心霊班に左遷させられてしまう。
聖魔杯での一件からヒデオに惚れているが暴走気味で花果菜からは「ヤンデレさん」と称されている。
前作から引き続き、ハチロクを愛用している。
岡丸（おかまる）
江戸時代から北大路家に伝わる十手。美奈子のパートナーでツッコミ役。会話もサイズ変更も飲酒もできる。
辰巳 竜矢（たつみ たつや）
心霊班係長。階級は警部。30代のキャリア組。
趣味はコーヒーでオフィスには私物のコーヒーセットがある。
第三世界の闇の深さを正しく理解しており、事件に対して引き気味であるのも霊感しかない部下たちの身の安全を配慮してのもの。
関 慶子（せき けいこ）
禁煙パイプがトレードマークの元刑事。階級は警部補。地方の捜査課出身だが、とばされて心霊班に来た。
向上心旺盛で神霊班を出し抜くことに一番熱心。翔香とはソリが合わず昔から顔を合わせる度にどつき合いを始める。
藤治 鉄彦（とうじ てつひこ）
美奈子より一つ下の後輩。階級は巡査。軍人のような気質をもつ実直寡黙な若者。北海道の自衛隊に勤める叔父がいる。

### 自衛隊猟科教導練隊
天白 花果菜（あましろ かかな）
猟科教練の部隊長。階級は三尉。三つ編みに眼鏡の女性で、委員長気質のまじめな性格。それゆえかあまり冗談や遊びが通じないが、ヒデオを騙してアカネの婚約者役をやらせるなど意外と下世話。部下に対してはまるで鬼軍曹のように豹変することもある。
神殺し四家・剛弓の天白家出身で、アカネはまたいとこにあたる。天白の血により驚異的な精密射撃が可能。
戦車に乗りたくて陸自に入った戦車マニアであり「自衛隊の三割はオタク」と言い切るだけありオタクネタに詳しい。
三津屋 瞬（みつや しゅん）
階級は曹長。猟科教練の副隊長。花果菜の補佐役的ポジション。
能登 直巳（のと なおみ）
猟科教練が配置されている埼玉駐屯地連隊長。階級は一佐。

### 天界
ウィル子（ウィルこ）
正式名称Will.CO21。ヒデオの元パートナーでインターネットから生まれた超愉快型極悪感染ウイルスから神にまで進化した見た目中学生の電子の精霊。
万物を創り出し消し去る「01能力」と世界中のあらゆる電子機器を支配する神器「億千万の電脳（スカイネット）」を持つ。
普段は天界で忙しいが休みが取れるとヒデオのところに遊びに来てアダルトゲームを勧めたりしている。ノアレとは気が合うらしくタックを組んでヒデオを弄っている。ただしヒデオがノアレに気を使ったりすると拗ねる。
聖魔杯で一度ヒデオが死んだため感染回路は切れたはずだが未だにヒデオの思考を読むことが出来、携帯電話から喚び出せるが応じるか否かは気分次第。
千景には「ヒデオの欲望と願望から生まれた電脳アイドルの妖精」と名乗る。
マリアクレセル
存在を司る紅髪の聖四天。天使だが翼はない。女子高生のコスプレが趣味。リップルラップルの「妹」で姉があまりにもバカな事をすると天誅に現れる。「姉ばかりが好き勝手するのは癪」だと言いヒデオに説教をしたり、ナイトに接触したりと前作までに比べて自由にしている。

### 関東機関
桃条 千影（ももじょう ちかげ）
『お・り・が・み』から登場している導化猟兵コードE2。他人の秘密を発掘するトレジャーハンターで局長の真琴の片腕として同僚男子ほぼすべての弱みを握り、ほぼ毎日のようにランチセットＡ・チョコプリン付きをおごらせ続けた女王。
体内の魔導力で肉体は魔人に近く実年齢はおそらく22歳だが外見年齢は十代のままであり、なんちゃって制服を仕事着にしている（私服は普通の服）。
現在はバイトで内閣調査室特別対策チームに所属し、頸城と組んで任務に当たっている。
ヒデオが未来視の魔眼と呼ばれている事は知っているが全く信じておらず、酒の席でヒデオの弱みを握ろうとするも泥酔した爆裂暴論に返り討ちに会う。
唯一の趣味はゲームと車で愛車は伊織から買ったフェラーリ・308をシルバーに塗り替えたモノ。
ノアレとウィル子の悪ふざけからヒデオを末期のロリコン「妖精使い」と呼んでいる。
長谷部 翔希（はせべ しょうき）
二代目聖魔王の元勇者。聖魔杯で優勝したことから表向きは二代目聖魔王のはずであるが、特に何かしているという描写はない。
現在ヒデオとは気心の知れた友人でアダルトゲームを貸し借りする仲。恋人である局長の真琴とは冷戦状態を経て別れた。その直後に、鈴蘭が企画した合コンの場で鈴蘭に告白される。
飛弾 真琴（ひだ まこと）
本編には未登場。関東機関の三代目局長。眼鏡が似合う美人。
翔希と同い年で同窓。卒業後5年ほどつきあっていたが別れた。最近はE1の菊人といい感じらしい。

### AUTOLINE（オートライン）グループ
甲山（こうやま）
鳳重工業の副社長。ケルベロス隊のクライアント。武器輸出三原則に該当しない精霊工学技術で軍需産業方面から巨額の利益を上げるプロジェクトの責任者。
ガスマスク
傭兵部隊ケルベロス隊の隊長。本名は不明でなぜか常にフル武装でガスマスクを着けている。口数が多く三枚目的なボジションで部下からの対応も雑だが実力は本物。京司とも面識があるが第三世界までは知らず、仕事には躊躇いは無いが人間味を残しており必要がなければ殺さないポリシーの持ち主。ヒデオの物腰から実力者だと勘違いしている。
マックルイェーガー・ライネル・ベルフ・スツカ
特Ｓ級の災厄指定を受ける銃の精霊。略称は「マックル」。
外見は鉛色の髪と瞳を持つ欧州系の成人女性だが、なぜか片時も旧独軍ヘルメットをかぶって外さない。
エリーゼより若いがウィル子より古い精霊で歴戦の戦神。睡蓮、ほむら、シシルの三人を軽く退ける戦闘能力を持つ。ウィル子と同じく神と成った精霊だが銃が不要となりつつある現代の信仰からその力を失い消滅寸前の状態でオートライングループの集める霊体を取り込み延命している。
ザ・スニーカーに掲載された読み切り「まっくるいぇーがー ばんばん！」のヒロイン（本作との関係性は不明）。
朱津 修人（あけつ しゅうと）
マックルと一緒にいる研究員。オートライングループのもとでマックルから精霊を解明する研究をしている。
不治の病を患う妹の治療と引き換えに“組織”に協力している。

#### フォース
彼岸士 夜火斗（ひがし ナイト）
黙っていればモテそうなビジュアル系だが言動が独自の世界観を醸しだす熱血根暗少年。本人曰く邪霊眼という能力があるらしいが詳細不明。意外に洞察力は鋭いが、ヒデオに関してはハッタリを真に受けて実力者だと勘違いしている。カラーギャング「レッド」のナンバーツーで深夜のメガフロント建設現場でストリート・ファイトのようなことをやっているため喧嘩慣れしている。他の三人と違い格闘技を習っていないので美野里からは下っ端と言われているが、実は素体としての特性がずば抜けて高く素行を度外視されてフォースに選ばれたという経緯がある。
炎を操る「邪炎龍（サラマンダー）」という赤黒い蛇を召還する。オートライングループに出会う前から存在を認識しており、不安定な姿の他の三人の精霊と違いハッキリした姿で、隔離世に移動しても姿を現さないなど一線を画する。過去に激情にかられて父親を焼き殺したことがあり、そのため自身の力を呪われたものと否定している。
凪木霧也（なぎ きりや）
眼鏡をかけた優等生タイプ。実戦型の古式柔術を学んでいる。
風属性の人工精霊体「シルフ」を操る。
いじめを受けていた過去があり、力を強く求めている。質言剛義のリーダータイプを演じていたが、本性は他人を見下す傲慢な性格で不良の夜火斗のことも内心見下していた。
田原美野里（たはら みのり）
ポニーテールの元気系。空手とテコンドーを学んでいる。
土属性の人工精霊体「ノーム」を操る。
フォース離反後の演習で感情に感化されたノームが暴走した為シシルに切り離され、結果プロジェクトに関する記憶だけを失う。
青山水姫（あおやま みずき）
リボンが特徴的なゆるふわ系お嬢様タイプの女の子。薙刀を学んでいる。
水属性の人工精霊体「ウィンディーネ」を操る。
主義主張はなく「特別」を求めてプロジェクトに参加しているが、周囲の熱意を理解できず適当に合わせている。精霊は「友達」としているがそれ以上深く入れ込む気はない。
黒瀬 舞（くろせ まい）
後から加わった新メンバー。文系タイプの眼鏡っ娘。
施設育ちの孤児。他のメンバー全員の能力が使えるも適性が低く威力は比べものにならないほど弱く、常に投薬がなければ使用できない。ヒデオの暗殺に乗じて処分するために“組織”からフォースに送り込まれるが逆にヒデオに救われ、魔殺商会に預けられる。
鳴神 響（なるかみ ひびき）
後から加わった新メンバー。カラーギャング「ブルー」のナンバーフォーでナイトとは面識がある。雷属性の人工精霊「サンダーバード」を操るが美野里のノームに食われ力を失う。その後はオートラインと完全に手を切り日常に戻る。

### 精霊の庭（シークレットガーデン）
シシル・ネロ
精霊の庭のエージェント。十字教徒のイタリア系シスター。
作戦行動中のコードは「撲滅者（クルセイダー）」最前線の攻撃担当。片腕でハルバートを振り回す。
「キリングマシーン」の通り名を持ち、“庭”から離反した精霊や力を悪用する召喚師を抹殺する処刑人。
アーベスト・ベネト
作戦行動中のコードは「ストライダー」。参謀担当の十字教徒の神父。
アンネマリー
作戦行動中のコードは「空中線（エリアル）」目視範囲の外側を探知できる偵察担当。ボーイッシュ美少女でゲーム好き。
今時の人間でシシルほど過剰な信仰心はない。

### 伊織魔殺商会
名護屋河 鈴蘭（なごやかわ すずらん）
魔殺商会の会長兼影の総帥の初代聖魔王。睡蓮の姉で見た目はそっくり。現在21歳。
『お・り・が・み』時代の薄幸少女ぶりは億千万光年の彼方に消え去っておりチャランポランのクセに物騒な事ほど真剣に実行しすぐにM16ライフルを乱射する危険人物。絶大なカリスマ性で誰からも慕われているがあくまで「人」としてであり女としての人気は皆無。
睡蓮とは姉妹喧嘩をすることもあれど誰もが過ごす「当たり前の時間」を全く知らない彼女のために社をあげて合コンを企画したりと深いところでは妹思いでヒデオを神霊班に推薦したのも睡蓮とくっつくことを期待しているから。
自身は高校時代から翔希に憧れていて彼が真琴と別れた後さりげなく告白している。
伊織 貴瀬（いおり たかせ）
神殺し四家・邪流伊織家の当代で魔殺商会の社長。耽美系の青年。道楽で中古の高級車販売店を経営しておりエコカーや環境対策に一家言。翔香との結婚を承諾している。
みーこ
喰えぬものなしと謳われた「億千万の口」の異名を持つアウター。本名「ミスラヲノミコトノヒメ」。
見た目は貞淑なイメージの日本美人だがものぐさで冷酷。貴瀬と翔香の結婚を承諾している。
ドクター
医者であり科学者でもあるアウター。本名「葉月の雫」。無意味に叫びながら喋る魔殺商会の超変質的天才マッドドクター。作る物はコンセプトはふざけているが実用性はすべて本物。神霊班の主治医でもある。
リッチ
死んだ己自身さえ蘇らせた稀代の暗黒魔導師のアウター。ヒデオが暗黒神と契約していることを知っている。
イワン・トビノフスキー
巨大なペンギンのアウター。通称「イワトビー」。人間が大嫌い。
クラリカ
元神殿教会異端審問会二部のシスターで現在は魔殺商会特務二課所属。
ヴィゼータ
黒ずくめの衣装を纏う魔人。別名「カッコ」。普段はツインテールにミニスカートでみーこの専属メイドをやっている。
白井 沙穂（しらい さほ）
右目に巻いたバンダナが特徴の導化猟兵でコードEX。斬ることに異様な執着を見せる日本刀メイド。
リップルラップル
魔王制時代の初代魔王でその前は聖四天のアウター。見た目5,6歳。マリアレクセルの「姉」だが非常に仲が悪く会う度に殴り合いをしている。

### その他
頚城 敬志（くびき けいし）
内閣調査室特別対策チームの一員。警察からの出向。オカルトは専門外と若干馬鹿にしたような態度をとっている。
エリーゼ・ミスリライト
二代目聖魔王の聖銀の精霊。翔希同様、聖魔杯で優勝し二代目聖魔王の座を手にしているが、今のところそれまで通りの暮らしをしている。短気なキレキャラだが、ヒデオを心配してわざわざ駆けつけるなど心根は優しい。
エルシア
魔王制時代最後の魔王の娘であるアウター。めんどくさがりで冷めた性格。暇を持て余して、ヒデオの家に遊びに行った際に出会ったノアレを気に入り、負けたらヒデオの物になるという条件でノアレとヒデオの目をかけて勝負することになる。
勝負に敗北したため（ヒデオは互いの協力で事を成し、勝敗は無かったと主張したが、主従の関係なら遊びに行く口実ができるので自ら負けを認めた）、ヒデオの下僕（自称）になった。
アカネ・インガルス・天白・ブランツァール（あましろ）
錬金術の名門ブランツァール家の少女。人懐こい明るい性格だが度を超えた爆弾好き。日系のハーフで天白の家系ではあるが錬金術師なので京司や花果菜のような精密射撃を見せることはない。
木島 京司（きじま きょうじ）
木島連隊のリーダーで現在は傭兵派遣会社「クールズ」の社長。天白家の人間だが、父親が召喚術を学ぶため木島家に養子に出されたため木島姓を名乗る。マックル、ガスマスクとは旧知の仲。所持する神器「千変万化（サウザンド・アームズ）」の侵食が進み生身の人間なら即死ものの損傷を追っても死ねなくなっている。
チャン
木島連隊の副リーダーで火蜥蜴の体組織を埋め込んだ龍撃手。糸目の中国人。東京国立展示場占拠事件で右腕を失っている。
中津川 仁美（なかつがわ ひとみ）
週刊フライDのオカルトコーナー「あなたのいらない世界」担当記者。5年前、新潟で起きた吸血鬼事件の取材中に当時の翔香達と知り合い第三世界を目の当たりにしながら辛くも生還するも、闇の世界の恐ろしさを知っている編集長の計らいで記事はボツ。その後は別冊に移り今もオカルトを追っている。
八瀬童子（やせどうじ）
仏法を守護する童子姿のツノなし鬼神。別名「護法童子」。葉多恵の「お館様」でありそのため家来である葉多恵は「七瀬」を名乗っている。
ブラティロット
実体を持たない霧の吸血鬼。元人間で本名はアーダルベルト。魔女の家系に生まれた男で魔術全般に深い知識があり、それを買われてクルースニクに所属していたが敵である吸血鬼の不老不死に魅せられ自ら吸血鬼と化す。
究極のチカラを求めて日本に封印された吸血鬼・ペストを取り込むが葉多恵に喰われかけた上、里八に倒される。
ペスト
実体のない黒霧の吸血鬼。その昔、ヨーロッパで黒死病並みの被害をもたらした吸血鬼。厳密には霧と言うよりナノサイズの群集体であり、密集すると物理干渉能力を持つ。
獲物を求めて百年前に日本へ進撃するが護法童子に封印され他の鬼をおびき寄せるためのエサにされてしまう。
最終的にはブラティロットごと倒される。
長谷部 轟希（はせべ ごうき）
神殺し四家・豪剣の長谷部家の先代であり翔香と翔希の祖父。広島訛りが強く書道家のような風貌だが第二次世界大戦中は対魔物先伐部隊「霊伐隊」に所属しあらゆる戦場を刀一振りで生き残った本物の人斬り。現在は実家の剣術道場の師範。
マニアからみたら垂涎物の名刀・妖刀を数多く所有している。
天白 小重郎（あましろ こじゅうろう）
神殺し四家・剛弓の天白家の当主。当代だった兄が業を伝える前に亡くなり、兄の遺言に従い神殺しの家としての復活を望む。
ウィリアム・ウィンドー
サイクロンソフト社の御曹司。セキュアを現実世界に実体化させる方法を探して天白家に接触、そこでウィル子に出会いヒデオとの勝負でウィル子を手に入れようとする。勝負の最中ウィル子によりセキュアが現実世界に実体化し目的が達成できたので戦う意味をなくし負けを認めた。漫画版『戦闘城塞マスラヲ』からの逆輸入キャラ。
セキュアIC
人工知能プログラム。ウイリアムが作り出したプログラムだが、組織からの技術供与により1個の人格を形成し始めている。現代のものとしては不自然と判断したウィル子により複製できないように自己同一性を与えられ現実世界に実体化した。漫画版『戦闘城塞マスラヲ』からの逆輸入キャラ。
川村 英子（かわむら えいこ）
ヒデオの妹。兄に似ないかわいらしく愛想のいい女子高生。
ソニックⅡ
魔物貯蔵庫から逃げ出した銀色のスライム。体内の構成物質を高速回転させることによって生じた慣性エネルギーを、魔力によって一方向のベクトルに変換し、超音速で移動できる。その突進と不死身ともいえる再生能力により、みーこ、ほむら、リッチ、イワトビー、睡蓮、ヴィゼータ、リップルラップル、エルシアまでもが倒せなかった。
スライムの縄張り争いである体当たりで勝てば地上から引き下がるので、ヒデオを弾頭、エルシアを推進剤とし、ドクターの開発した十六インチ三十二口径のビッグガン・マグナムでスライムを押し返すこととなる。
実は、リップルラップルがソニックスライムに黒龍・ミッペルテルトの欠片を移植して進化したスライム。
咲坂栄悟
内閣総理大臣。
マイケル・ハリー・マッケンリー
組織の幹部の一人。経営コンサルタントとして頭角を現した後、ヘッジファンドでも成功を収め、企業の再建屋として多方面に渡り辣腕を振るい、米国企業の半分と何らかの金銭的つながりを持っている。
クレジットカードを掲げて「マネーパワー」と叫ぶことで金色のマスクとタイツで全身を包んだ自称ヒーロー「ミスター・ダラー」に変身する。ふざけた外見ながらエリーゼのミスリルの盾を砕き、京司を吹っ飛ばすなど戦闘能力は高い。その力の正体は『ヒマワリ：unUtopial World』で明らかになる。
ミサキ・カグヤ
科学財団「ユニオン」の特殊部隊所属の軍人。黒いセーラー服を着た切れ長の瞳の少女。「少佐」と呼ばれている。正体と目的は『ヒマワリ：unUtopial World』で明らかになる。
全権代行
地球環境保護をうたうテロリスト「The Mother Earth（ザ・マザー・アース）」のリーダー。正体と目的は『ヒマワリ：unUtopial World』で明らかになる。

## 用語解説
宮内庁神霊班（くないちょうしんれいはん）
古くから人の世に巣食う「隠（おに）」を闇から闇へ葬る超法規的組織。
南北朝時代から宮家と神殺し四家との仲介部署で神霊災害の調査班なのだが現代ではそこまでの事件がなく「オバケ退治」が主任務になるほど規模が縮小し、予算人員オフィス面積全てが最低限以下の第三世界イチしょぼい部署。
警察庁心霊班（けいさつちょうしんれいはん）
公式名は「長官官房総務課特別資料室係」。科学捜査が匙を投げた証拠物件などが破棄される前の最後の砦。
霊的現象が人為的なものであった場合、唯一逮捕権を持つ。
自衛隊猟科教練（じえいたいりょうかきょうれん）
公式名は「猟科教導連隊」埼玉駐屯地第40普通科連隊に属する。魔人や魔物などの人外の脅威へ物量攻撃で対応する実験部隊。
フォース
人工精霊体の実験のために甲山が集めた高校生グループ。
メンバーは「自然を司る神秘の存在《精霊》を護り地球環境を救う」という行動理念を持つがこれは甲山の舌先三寸であり、実態は人工精霊体の攻撃力、殺傷能力及び使用者への影響を図る為の人体実験。
ユニオン
世界数十ヵ国の共同出資によって設立された国際的化学技術振興財団。研究分野は理系のものに限られるが携帯端末用のバッテリー、自動車の低燃費型エンジン技術、副作用の少ない抗癌剤、関節式機動器の国際規格など多岐に亘って実用化されている。
組織
何物かから現代科学を超越した未知の技術を提供された企業の集まり。組織と言われているが技術提供を受けた各国の政府関係者、企業、軍事関係者が利益を求めて協力あるいは敵対しているだけで横のつながりは希薄であり、明確な規律や目的はなくバラバラに動いている。
精霊（せいれい）
人間だけが持つ「霊力」が信仰という形で一つの対象に集約し自我を持った超常の存在。
普段は「精霊の庭」と呼ばれる世界にいて現世に現れる数が少なすぎるために剣と魔法が活躍する第三世界ですら認知度は希薄であり精霊を連れるだけで相当な実力者と解釈される
人間の信仰の強弱が精霊としての格や力量に繋がるため人間の営みの関係性の深さが重要であり、その事象に準じた特性や能力を持つ。実体を持つほどの上位の精霊は「神霊」と呼ばれ、稀に本物の神と成ることすらある。その多くは地水火風のような太古の生まれだが先述のように信仰の規模が影響する為、ウィル子のように誕生から2ヶ月で神と成ることもある。
雑霊（ざつれい）
俗に「悪霊」と呼ばれる霊害で人間の憎悪や憤怒などの負の部分の感情が凝り固まった存在で普段はただの思念体でしかないが、近づきすぎると感化され、事故や犯罪などを起こし易くなる「魔が差した」状態に陥り易い。
精霊の庭（シークレットガーデン）
召喚師と精霊の互助組織。本拠地の異世界の名称も兼ねる。
自然霊（しぜんれい）
ヨーロッパではニンフと呼ばれる自然発生タイプの霊で精霊のスケールダウン版。たいていは自我がなくただ漂っているだけで簡単に穢れたり浄化したりできる。
関式(かんしき)
正式名称は「関節式機動器(かんせつきしきどうき)」。英語表記では「マジェスト」。
現在世界中で開発競争されている搭乗型ロボット。技術的な問題から、いまだに動作は遅く建設作業機の段階だが兵器転用としては有望視されている。
対精霊特化戦隊（たいせいれいとっかせんたい）
通称「霊戦」（レイセン）。
宮内庁、警察庁、自衛隊の合同で、立ち上げが予定されている実験部隊。本作冒頭では、川村ヒデオが「宮内庁心霊班」に就職する様子が述懐として語られ、その視点からは「第一グループ隊長」に川村英雄が着任している様子もうかがえる。
だが最終巻では「『レイセン』が誕生する未来のカケラをノアレが読んでいた」という事になり、ラストでは(軍事色が強い名称の)「対精霊特化戦隊」ではなく「特殊事例対策局」が発足することになった。

## 既刊一覧
林トモアキ（著）・上田夢人（イラスト）、角川書店〈角川スニーカー文庫〉、全8巻
| 巻数 | タイトル                                    | ISBN              | 初版発行       |
| ---- | ------------------------------------------- | ----------------- | -------------- |
| 1    | レイセン File1:巫女とヒキコと闇少女         | 978-4-0442-6622-6 | 2010年2月1日   |
| 2    | レイセン File2:アタックフォース             | 978-4-0442-6625-7 | 2010年9月30日  |
| 3    | レイセン File3:ワンサイド・ゲームズ         | 978-4-0442-6626-4 | 2011年3月31日  |
| 4    | レイセン File4:サマーウォー                 | 978-4-0442-6628-8 | 2011年12月28日 |
| 5    | レイセン File5:キリングマシーンVS.          | 978-4-04-100395-4 | 2012年9月1日   |
| 6    | レイセン File6:三人きりのフォース           | 978-4-04-100715-0 | 2013年2月28日  |
| 7    | レイセン File7:誰も、あなたを放っておかない | 978-4-04-101535-3 | 2014年8月1日   |
| 8    | レイセン File8:ポイント・オブ・リターン     | 978-4-04-101536-0 | 2015年3月1日   |